# Theorie der drei Welten
Die Theorie der drei Welten oder Drei-Welten-Theorie (Kurzzeichen: 三个世界理论; Langzeichen: 三個世界理論; Pinyin: Sān gè shìjiè lǐlùn) ist ein außenpolitisches Konzept, das auf Mao Zedong zurückgeht und die internationalen Beziehungen der Volksrepublik China in den 1970er und 1980er Jahren bestimmte.

## Inhalt und politische Ausformung
Bereits in den späten 1950er Jahren hatte Mao Überlegungen angestellt, dass es auf dem Erdball drei miteinander im Konflikt stehende „Welten“ gab. Er sah die Supermacht USA, die die unterentwickelten und kolonisierten Regionen zu dominieren versuchte, und dazwischen kleinere, weit entwickelte Staaten, die mit den USA um den Einfluss in den zu kolonisierenden Ländern rangen. Die Sowjetunion kam in diesen Überlegungen zunächst noch nicht vor. In den 1960er Jahren bahnte sich das chinesisch-sowjetische Zerwürfnis an, weil die Kommunistische Partei Chinas bereits seit den 1930er Jahren eine von der Kommunistischen Partei der Sowjetunion unabhängige Politik betrieb und sich an der sowjetischen Machtpolitik störte. Diese Entwicklung bedeutete einen Spalt im damaligen kommunistischen Lager.
Am 22. Februar 1974 legte Mao Zedong im Gespräch mit dem Präsidenten Sambias Kenneth Kaunda dar, dass sich die Erde seiner Meinung nach in drei Machtblöcke aufteile. Die zwei Staaten der ersten Welt, nämlich die USA und der Sowjetunion, versuchten, die Vorherrschaft über die dritte Welt an sich zu reißen. Diese dritte Welt bestand für Mao Zedong aus den armen, wenig entwickelten Staaten, etwa damals ganz Asien außer Japan, Afrika und Lateinamerika. Die zweite Welt bestand für Mao Zedong aus den entwickelten, jedoch weniger mächtigen Staaten wie Europa, Kanada oder Japan, die in seinen Augen von den Staaten der ersten Welt tyrannisiert wurden. Mao zählte China zur dritten Welt. Diese Theorie erwähnte Deng Xiaoping bei seiner von Qiao Guanhua geschriebenen Rede vor der Vollversammlung der Vereinten Nationen am 10. April 1974, die gleichzeitig der erste Auftritt eines Politikers aus der Volksrepublik China vor der Vollversammlung war. Er setzte das Hegemonialstreben der zwei Supermächte in den Kontext eines möglichen Atomkrieges und erklärte gleichzeitig, dass die Erklärung der politischen Lage als ein Kampf zweier Lager die wirkliche Komplexität nicht darstelle. Den Urheber der vorgetragenen Theorie nannte Deng jedoch nicht. In der Tat vermied Mao es zu seinen Lebzeiten, als Urheber dieser Theorie genannt zu werden. Erst im Jahre 1977, also ein Jahr nach Maos Tod, wurde die Theorie der drei Welten zu einem bedeutenden Beitrag zum Marxismus-Leninismus erklärt. Im September 1977 unterstrich das Parteiorgan Renmin Ribao die Bedeutung der Drei-Welten-Theorie und erklärte die Sowjetunion zur „grausameren, rücksichtsloseren und hinterhältigeren“ der zwei Mächte der ersten Welt, und zur gefährlicheren Quelle eines Krieges. Die Sowjetunion wies dies „als Versuch, die Entspannung in Europa zu untergraben und […] die sozialistischen Staaten gegeneinander auszuspielen“ zurück.
Als Ergebnis dieser Theorie kam es zur außenpolitischen Umorientierung der Volksrepublik China in den 1960er und 1970er Jahren. In der Annahme, der sowjetische Imperialismus sei die größere Gefahr für China als der US-amerikanische Imperialismus, suchte Peking sich neue Verbündete unter den china-freundlichen sozialistischen Staaten, Nordkorea, mit Einschränkungen Rumänien und Nordvietnam, dann in der Dritten Welt, dann in den Staaten der zweiten Welt, die sich aus Pekings Sicht dem Hegemoniestreben der USA und der Sowjetunion widersetzten, und zum Schluss strebte man eine Partnerschaft mit den USA an. Auch das Engagement in der Bewegung der Blockfreien Staaten ist eine Umsetzung dieser Theorie. Albanien unter Enver Hoxha folgte diesem außenpolitischen Kurswechsel jedoch nicht, verurteilte die unter Deng eingeleitete Wende als restaurativ und brach 1978 mit Peking.
Seit den 1980er Jahren hat diese Theorie schrittweise an Bedeutung verloren. Zunächst ließ die Kommunistische Partei Chinas den Vorwurf des Revisionismus gegenüber der KPdSU fallen. Der Chinesisch-Vietnamesische Krieg hatte der Sowjetunion gezeigt, dass die Kosten einer Expansion in Südostasien hoch sein würden; danach schätzte Peking die Gefahr eines sowjetischen Angriffs als niedriger ein. Orientierung auf die Dritte Welt und der Widerstand gegen den Imperialismus blieben zunächst Leitideen der chinesischen Außenpolitik. Durch den schnellen wirtschaftlichen Aufstieg orientiert sich die Volksrepublik seit Beginn der 1990er Jahre an den Industriestaaten. Aus diesem Grund ist die Theorie der drei Welten heute obsolet. Sie hatte auch nur für die chinesische Außenpolitik Bedeutung; sie wurde in kein anderes Land exportiert.

### Offizielle Darstellung
- Die Theorie des Vorsitzenden Mao über die Dreiteilung der Welt ist ein bedeutender Beitrag zum Marxismus-Leninismus. Von der Redaktion der „Renmin Ribao“. Verlag für fremdsprachige Literatur, Peking, 1977.

### Kritische Stellungnahmen
- Zu den Thesen der neuen opportunistischen Strömung: Die „Theorie der drei Welten“ – eine marxistisch-leninistische Theorie? Beilage zu „Roter Morgen“, Zentralorgan der KPD/Marxisten-Leninisten, Nr. 11/1977.
- Raoul Marco, Über den Begriff „3. Welt“. In: „Roter Morgen“, Zentralorgan der KPD/Marxisten-Leninisten, Nr. 26/1977, S. 11.
- „Zeri i Popullit“, Organ des Zentralkomitees der PAA: Theorie und Praxis der Revolution. Beilage zu „Roter Morgen“, Zentralorgan der KPD/Marxisten-Leninisten, Nr. 28/1977.
- Gegen die opportunistische „Theorie der drei Welten“: Resolution des II. Plenums des ZK der PCP(R). In: „Roter Morgen“, Zentralorgan der KPD/Marxisten-Leninisten, Nr. 32/1977, S. 9.
- „A Classe Operaria“, Zentralorgan der KP Brasiliens: Die „Theorie der drei Welten“ muss entschieden bekämpft werden! In: „Roter Morgen“, Zentralorgan der KPD/Marxisten-Leninisten, Nr. 37/1977, S. 9f.
- KP Spaniens/ML: Nieder mit der „Theorie der drei Welten“. In: „Roter Morgen“, Zentralorgan der KPD/Marxisten-Leninisten, Nr. 40/1977,  S. 11.
- Gemeinsame Erklärung der Kommunistischen Partei Deutschlands/Marxisten Leninisten, Kommunistischen Partei Griechenlands (Marxisten-Leninisten), Kommunistischen Partei Italiens (Marxisten-Leninisten), Portugiesischen Kommunistischen Partei (Wiederaufgebaut), Kommunistischen Partei Spaniens (Marxisten-Leninisten). Beilage zu „Roter Morgen“, Zentralorgan der KPD/Marxisten-Leninisten, Nr. 42/1977.
- Resolution des Zentralkomitees der Kommunistischen Partei Japans (Linke): Die „Theorie der drei Welten“ – eine falsche, antimarxistische Theorie. In: „Roter Morgen“, Zentralorgan der KPD/Marxisten-Leninisten, Nr. 43/1977, S. 11.
- Erklärung der Kommunistischen Partei Britanniens/Marxisten-Leninisten. In: „Roter Morgen“, Zentralorgan der KPD/Marxisten-Leninisten, Nr. 44/1977, S. 11.
- „Proletariake Semaia“: Stützen wir uns auf den Marxismus-Leninismus. In: „Roter Morgen“, Zentralorgan der KPD/Marxisten-Leninisten, Nr. 47/1977, S. 11.
- KP Perus: Die „Theorie der drei Welten“ ist reaktionär. In: „Roter Morgen“, Zentralorgan der KPD/Marxisten-Leninisten, Nr. 48/1977, S. 11.
- KP der Arbeiter und Bauern des Iran: Resolution über die internationale Lage. In: „Roter Morgen“, Zentralorgan der KPD/Marxisten-Leninisten, Nr. 50/1977, S. 11.
- Erklärung der KP Kolumbiens/Marxisten-Leninisten: „Wir leben in der Epoche des Imperialismus und der proletarischen Revolution“. In: „Roter Morgen“, Zentralorgan der KPD/Marxisten-Leninisten, Nr. 3/1978, S. 10.
- Die „internationale Einheitsfront“ der Führung der KP Chinas: Eine Front gegen die Revolution und den Sozialismus. In: „Roter Morgen“, Zentralorgan der KPD/Marxisten-Leninisten, Nr. 7/1978, S. 9f.
- Die „Drei-Welten-Theorie“ als strategische Konzeption hat den Wind von rechts im Rücken! (China aktuell, Heft 2) Herausgegeben von der Zentralen Leitung des KABD, März 1978. Erschienen bei Verlag Neuer Weg, Stuttgart.
- KP Ceylons verurteilt „Theorie der drei Welten“. In: „Roter Morgen“, Zentralorgan der KPD/Marxisten-Leninisten, Nr. 30/1978, S. 11.
- Gemeinsame Erklärung der KP Kolumbiens/ML, der RKP Chiles, der KPML von Ekuador und der Partei Rote Fahne von Venezuela, verabschiedet am 30. September 1978. Mit einem Vorwort des MLSK der MLPÖ.(Theorie und Praxis des Marxismus-Leninismus, Heft 27) Strobl, Wien 1979.